# 栋库尔莱孔夫朗
栋库尔莱孔夫朗（法語：Doncourt-lès-Conflans，法語發音：[dɔ̃kuʁ lɛ kɔ̃flɑ̃]，意为“孔夫朗附近的栋库尔”）是法国默尔特-摩泽尔省的一个市镇，属于布里埃区。

## 地理
栋库尔莱孔夫朗（49°8'38"N, 5°56'3"E）面积7.34 平方千米，位于法国大東部大區默尔特-摩泽尔省，该省份为法国东北部内陆省份，是洛林的一部分，北邻比利时、卢森堡，北起顺时针与摩泽尔省、下莱茵省、孚日省和默兹省接壤。
与栋库尔莱孔夫朗接壤的市镇（或旧市镇、城区）包括：布吕维尔、日罗蒙、雅尼、茹阿维尔、圣马塞尔。
栋库尔莱孔夫朗的时区为UTC+01:00、UTC+02:00（夏令时）。

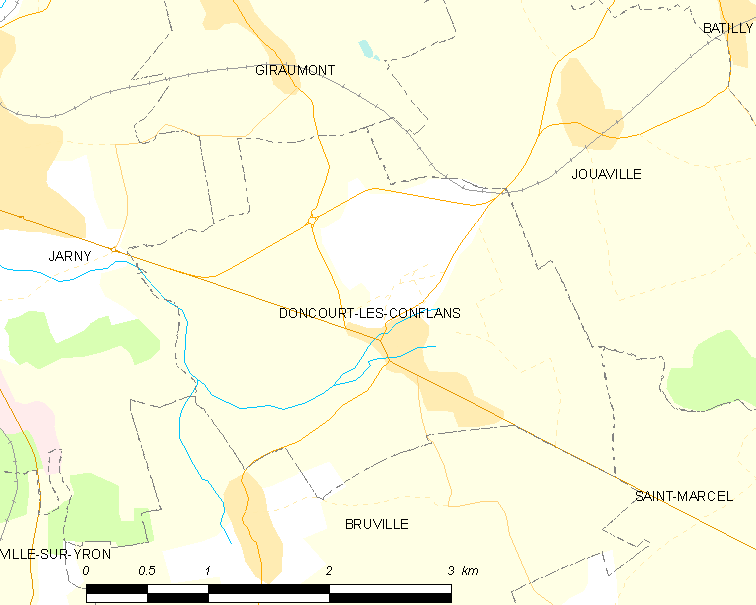
栋库尔莱孔夫朗的OSM定位图

## 行政
栋库尔莱孔夫朗的邮政编码为54800，INSEE市镇编码为54171。

## 政治
栋库尔莱孔夫朗所属的省级选区为雅尼县。

## 人口

1962-2008年间栋库尔莱孔夫朗人口变化图示

栋库尔莱孔夫朗于2022年1月1日时的人口数量为1120人。